# قره إسكندر
ٱلْپَادِشَاهُ ٱلسُّلْطَانُ قَرَهْ إِسْكَنْدَرْ بَكْ بَهَادُر قَرَهْ قُويُونْلُو (بالفارسيَّة: پَادشَاه سُلطَان قَرا اسکَندَر بیگ بهادُر قراقُویُونلو، وبالأذريَّة القديمة: پَادیشَاه سُولطَان قارا ایسکَندَر بیگ بهَادرو قاراقُویُونلُو، وبالأذريَّة المُعاصرة: Sultan Qara İsgəndər) (وفاتُه ق. 839هـ المُوافق فيه 24 نيسان (أبريل) 1436م) المعروف اختصارًا بـ«قره إسكندر» أو «سلطان إسكندر» هو ثاني سلاطين قره قويونلو، تُقسَّم فترة حُكمه إلى دورين: شهد الدَّور الأوَّل صراعًا بين الأُمراء على العرش وانتهى بِتوحيد البلاد على يد قره إسكندر. في الدَّور الثَّاني تولَّى الحُكم المُوحَّد للاتحاديَّة القره قويونلويَّة حتَّى اغتياله بعد مُلك دام ثلاثة عشر عامًا. كان حاكمًا شُجاعًا شهد عهدُه حُرُوبًا كُبرى وصراعاتٍ مع الممالك التيموريَّة والشروانيَّة والآقويونلويَّة.

## انظُر أيضًا
- قره يوسف
- جهانشاه
- قره قويونلو